# Майское сельское поселение (Абатский район)
Майское се́льское поселе́ние — муниципальное образование в Абатском районе Тюменской области Российской Федерации.
Административный центр — посёлок Майский.

## История
Статус и границы сельского поселения установлены Законом Тюменской области от 5 ноября 2004 года № 263 «Об установлении границ муниципальных образований Тюменской области и наделении их статусом муниципального района, городского округа и сельского поселения».

## Население
| 2010  | 2011  | 2012  | 2013  | 2014  | 2015  | 2016  |
| ----- | ----- | ----- | ----- | ----- | ----- | ----- |
| 1369  | ↘1363 | ↘1298 | ↘1230 | ↘1202 | ↘1160 | ↘1125 |
| 2017  | 2018  | 2019  | 2020  | 2021  | 2023  |       |
| ↗1131 | ↘1100 | ↘1053 | ↘1007 | ↗1158 | ↘1131 |       |

## Состав сельского поселения
| № | Населённый пункт | Тип населённого пункта          | Население |
| - | ---------------- | ------------------------------- | --------- |
| 1 | Майка            | посёлок                         | ↘45       |
| 2 | Майский          | посёлок, административный центр | ↘886      |
| 3 | Мешалкина        | деревня                         | ↘72       |
| 4 | Пайкова          | деревня                         | ↘133      |
| 5 | Сержанка         | деревня                         | ↘0        |
| 6 | Старая Маслянка  | село                            | ↘189      |
| 7 | Чупина           | деревня                         | ↘44       |